# Molí del Barri de Can Viader
El Molí del Barri de Can Viader és una obra de Malgrat de Mar (Maresme) inclosa a l'Inventari del Patrimoni Arquitectònic de Catalunya.

## Descripció
Edifici moliner de tres plantes: el carcavà, l'obrador i l'habitatge en el tercer pis, que avui queda a nivell de carrer. Era un molí doble, és a dir, amb dues moles. L'obrador, que actualment queda per sota del nivell de la carretera, té dues obertures que hi donen quedant a nivell del paviment. S'empraven per entrar la sal, que queia a l'interior mitjançant unes rampes. El molí es subministrava aigua de la mina de la Font dels Capellans.